# Coagulació intravascular disseminada
La coagulació intravascular disseminada (CID) és un trastorn caracteritzat per la producció d'un nombre excessiu de petits trombes intravasculars, amb components microcirculatoris defectuosos i disfunció endotelial, els quals provoquen trombes als petits vasos sanguinis, consumint els components de la cascada de coagulació i les plaquetes. En esgotar-se els factors de la coagulació, és bastant freqüent veure episodis hemorràgics significatius. Entre les seves complicacions s'inclouen la síndrome de disfunció multiorgànica i l'infart miocardíac.

## Fisiopatologia
A la CID se la coneix popularment com una "coagulopatia de consum", perquè les proteïnes que controlen la cascada de la coagulació estan hiperactives fins al punt d'esgotar-se. Forma part de la síndrome paraneoplàstica de Trousseau. Clínicament, és una malaltia trombohemorràgica, és a dir, es poden observar esdeveniments tant trombòtics com hemorràgics en el mateix pacient que necessiten un control exhaustiu i un tractament específic. Malgrat la gran quantitat de possibles causes de CID, totes tenen en comú un esquema similar de patogènesi amb quatre punts principals:
1. Activació de la cascada de coagulació: la CID sempre s'inicia després de l'activació de la via extrínseca de la coagulació.[9] El factor tissular produït per les cèl·lules lesionades, els macròfags o les cèl·lules neoplàsiques estimulen l'activació del factor VII, i això condueix finalment a la producció de trombina.[8]
2. Generació de trombina: es produeix secundària a l'activació de la cascada de la coagulació; la trombina indueix l'agregació de les plaquetes i converteix el fibrinogen en fibrina. És, per tant, responsable directa de l'aparició de trombes difusos en la circulació.[8]
3. Estímul de la fibrinòlisi: cada vegada que s'activa la cascada de la coagulació comencen a operar, de forma simultània, els mecanismes encaminats a realitzar la fibrinòlisi. La plasmina, que és l'efector principal de la fibrinòlisi endògena,[10] té la capacitat de destruir els complexos de fibrina que es dipositen en la circulació. Després de la interacció plasmina-fibrina, s'alliberen substàncies que normalment no són presents en el torrent sanguini, les quals es comporten com neoantígens que secundàriament estimulen la resposta inflamatòria[11] de l'individu. El més important d'aquests productes de degradació de la fibrina és el dímer D,[12] que és fàcil de mesurar en una mostra de sang[13] i constitueix un fidel reflex de l'activació fibrinolítica.[14]
4. Activació de resposta inflamatòria: la inflamació que inicialment es presenta associada al procés patològic subjacent es veu afavorida per l'estimulació secundària del sistema del complement i de les quinines que es produeixen després de l'aparició en sang de neoantígens com el dímer D.[15] També apareix hi ha una lesió difusa de l'endoteli que li fa perdre les seves propietats antitrombòtiques i facilita l'aparició de trombosi.[8]

## Causes
Inicialment, apareixen com una síndrome de resposta inflamatòria sistèmica, principalment per exposició del col·lagen i alliberament de mediadors inflamatoris. En respostes immunomediades també presenta alliberament de fosfolípids de membrana dels eritròcits, detritus cel·lular, citocines inflamatòries i trombomodulina.
Les causes poden ser diverses: trauma i cremades, acidosi metabòlica (exposició del col·lagen subendotelial, accelera la resposta immunitària i impedeix l'aclariment de les proteïnes de coagulació activades), neoplàsies malignes (exposició del col·lagen i alliberament de detritus), despreniment prematur de placenta, embolisme de líquid amniòtic, malaltia hepàtica o esplènica (producció inadequada de proteïnes de coagulació i aclariment inadequat de les proteïnes activades), bursitis hemorràgica crònica, dirofilariosi canina i felina (temps de tromboplastina parcial activat), bacterièmia pneumocòccica, reacció adversa a la tigeciclina (un antibacterià) o al tractament antiprotozoari contra Dirofilaria immitis, intoxicació per sals de mercuri, malaltia de Rendu-Osler-Weber, síndrome HELLP, preeclàmpsia, cop de calor (exposa el col·lagen subendotelial), endotoxèmia (activació de las proteïnes de la coagulació), hipotèrmia accidental, hipertèrmia, asfíxia per ofegament, xoc sèptic, leptospirosi, reaccions immunitàries i tòxiques o hipòxia greu.

## Classificació
La coagulació intravascular disseminada es pot classificar en dues categories principals: aguda (aparició ràpida, la més freqüent) i crònica (aparició lenta). El diagnòstic es basa generalment en proves de sang. Els resultats analítics poden incloure variacions en els valors de la proteïna C activada (una proteasa serina), trombocitopènia, fibrinogen baix, i elevació del temps de protrombina i del dímer-D.

## Epidemiologia
Al voltant de l'1 per cent de les persones ingressades a l'hospital estan afectades per aquest trastorn. En les que tenen sèpsia, les taxes se situen entre el 20 per cent i el 50 per cent. El risc de mort entre els afectats varia entre un 20 i un 50 per cent, en funció del lloc inicial de diagnosi i el temps transcorregut fins l'ingrés del malalt en una unitat de cures intensives.

## Tractament
El tractament es dirigeix principalment cap a la malaltia subjacent i, per tant, inclou una gran varietat d'estratègies terapèutiques: teràpia antibiòtica, quimioteràpia, cirurgia o d'altres. Per millorar el curs de la malaltia i reduir el temps d'hospitalització, es pot inhibir la trombosi amb heparina, que actua unint-se a l'ATIII (antitrombina) a través d'un «pentasacàrid crític» i multiplica per mil la capacitat de l'ATIII d'inhibir els factors FIIa, XIIa, XIa, IXa, calicreïna i plasmina.
Altres mesures poden ser l'administració de plaquetes, de crioprecipitats (fracció plasmàtica rica en fibrinogen) o de plasma fresc congelat.